# 乌克兰国际航空752号班机空难
乌克兰国际航空752号班机空难（Ukraine International Airlines Flight 752），指2020年1月8日一架隶属乌克兰国际航空的波音737-800客机于伊玛目霍梅尼国际机场起飞后不久被伊朗革命衛隊因人为失误击落而坠毁，这次航班原定由伊朗德黑兰飞往乌克兰基辅。客機在相隔约23秒的时间内连续被两枚伊朗革命卫队发射的托尔-M1导弹击中。两次导弹袭击都没有立即使飞机坠毁，着火的飞机试图回到伊玛目霍梅尼国际机场，但几分钟后爆炸并坠毁在机场附近的村庄。
空難造成机上176名乘客和機組人員全部罹難，是伊朗超過十年來死亡人數最多的空難，也是当时涉及波音737新世代系列中傷亡人數多的空難，直到5年后被济州航空2216号班机超过。該空難同時是烏克蘭國際航空營運自1992年以來的第一次空難。也是繼1988年美国海军击落伊朗航空655号班机後第二架在伊朗空域被擊落的民航客機。

## 背景
事件發生前，伊朗为报复美军刺杀卡西姆·苏莱曼尼而发射导弹空袭驻伊拉克美军基地。伊朗是防禦最高警戒狀態，根據指揮官航天部隊伊斯蘭革命衛隊（IRGC）的阿米爾·阿里·哈吉扎德的描述，是“完全的全面戰爭準備”。

## 事件过程
当地时间早上6点12分，客机于伊玛目霍梅尼国际机场起飞。
飞机在爬升过程中一切正常，但在约2400米高度时，飞机的ADS-B信号突然消失。
当地时间早上6点18分，客机坠毁。
但据伊朗国家通讯社报道，飞机是在起飞3分钟后坠毁的。

## 事件調查

### 飛機墜毀的原因
由于空难不久前，伊朗为报复前幾天美军刺杀卡西姆·苏莱曼尼而處於高度戒備狀態，故外界早已有观点认为客机可能被伊朗方面的导弹击落。例如1月8日清晨，约旦《事件报》就报导称，该飞机是被伊朗导弹意外击中而坠落。同日10时，据伊朗伊斯兰共和国通讯社报道称，伊朗道路与城市建设部通信与信息中心负责人表示，乌克兰波音737客机从德黑兰起飞不久后坠落的原因为发动机故障导致的机体起火，如果飞机坠落是被导弹击中，机体肯定会在空中就已经爆炸。不過乌克兰国际航空仍宣布无限期停飞德黑兰航班。1月9日，加拿大總理賈斯汀·杜魯多表示加拿大有多方情报来源证实飞机被伊朗导弹击中，但推測是屬於误击事件。英國首相鮑里斯·強森和澳大利亞總理斯科特·莫里森亦表示烏克蘭客機是被伊朗意外擊落的。美國總統特朗普也表示墜機事件可能是人為導致。同日，紐約時報公布一段客機遭到飛彈擊中的影片證實。
1月11日，發射導彈的伊朗革命衛隊通过伊朗官方电视台承认，客机是被伊朗“无意中”击落的。同日，伊朗總統哈桑·羅哈尼透過推特表示「伊朗對這項災難性錯誤深感遺憾。我為所有罹難者家屬祈禱，並致上誠摯關懷與慰問」，且將賠償罹難者家屬。革命衛隊航空指揮官哈吉扎德表示會負上事件全部責任。
7月11日，伊朗民航局表示，由于伊朗防空部队在雷达校准操作过程中出现人为失误，导致雷达系统出现偏差，致使客機被擊中。与这起事故有关的3人已被逮捕。

### 後續發展
1月11日，為抗議伊斯蘭革命衛隊擊落班機，德黑蘭及一些城市再次爆發抗議示威。

## 涉事航機
涉事飛機為波音737-800，註冊編號為UR-PSR，由美國Varangian租賃公司擁有。客機於2016年6月21日首飛並於同年租予烏克蘭國際航空，該機配置了2具CFM國際產製的CFM56-7B24E發動機，機齡3年6個月。

## 乘客和機組人員
據伊朗民航組織發言人表示，總共有167名乘客及9名機組人員登機。伊朗國營媒體最初報道航班載了180人。伊朗學生新聞機構(ISNA)表示大部分乘客均為伊朗人，但亦有部分海外國民。官員確認機上130人為伊朗人，大部分冬假後經由烏克蘭返回加拿大。加拿大總理杜魯多表示167名乘客中，138人正在前往加拿大。不少伊朗裔加拿大乘客為前往伊朗渡冬假的加拿大大學生或研究生。此次空難為印度航空182號班機空難以來最多加拿大籍受難者的航班。

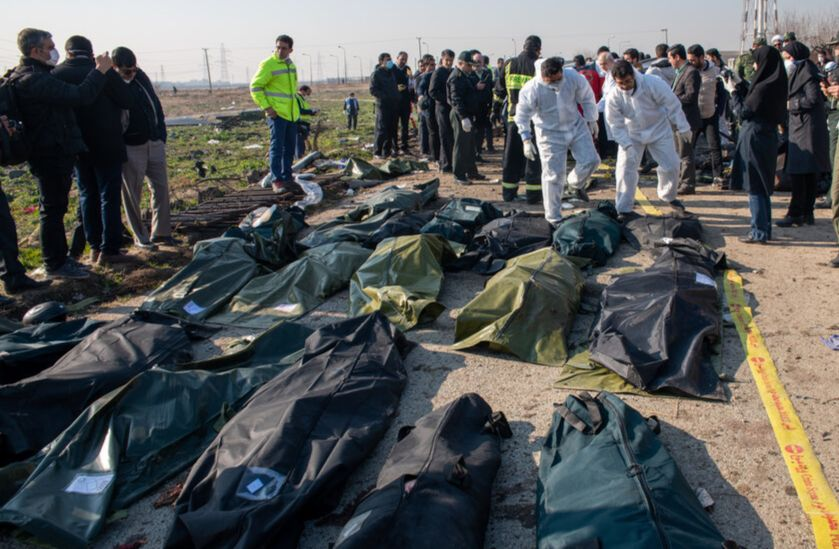
搜救752航班受難者的行動

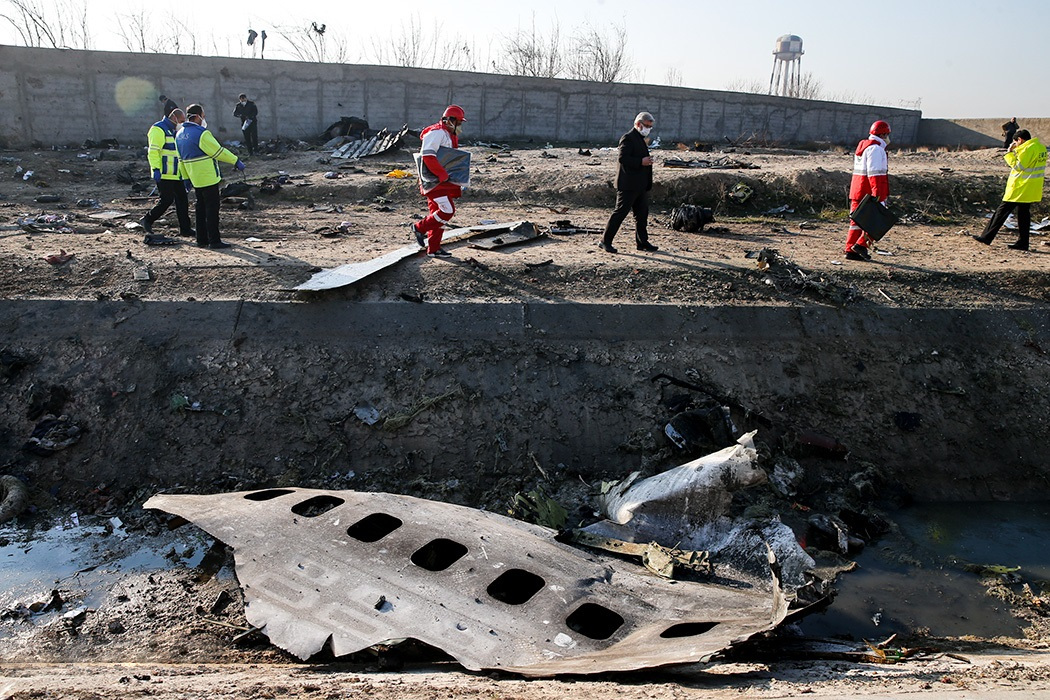
客機殘骸，部分殘骸上被發現有飛彈破片的彈孔

據烏克蘭媒體報道，167名乘客當中，82人為伊朗籍，63人為加拿大籍，3人為英國籍，4人為阿富汗籍，10人為瑞典籍，3人為德國籍。也有報道表示11名烏克蘭人登上了航班。德國外交部否認任何有德國人登上了航班。根據德新社表示，該3名德國籍人士實際上的身份為註冊的德國難民。
之所以不同報道之間會有巨大差異，是因為近半乘客擁有雙重國籍，而伊朗當局只視雙重國籍人士為伊朗國民。這些加拿大乘客需要使用伊朗護照方可出入境，所以伊朗海關將他們註冊為伊朗人。
除了六名空中服務員外，機上共有三名駕駛。機長加波年科（Volodymyr Gaponenko）(50歲）在波音737上的飛行時間总计11600小时，其中担任机长的飞行时间达5500小时；副驾驶员霍缅科（Serhii Khomenko）(48歲)在波音737上的飛行時間总计7600小時；飞行教练员瑙姆金（Oleksiy Naumkin）(42歲）在波音737上的飛行時間总计12000小時，其中担任机长的飞行时间达6600小時。
| 國籍   | 乘客 | 機組 | 合計 |
| ------ | ---- | ---- | ---- |
| 伊朗   | 82   | 0    | 82   |
| 加拿大 | 63   | 0    | 63   |
| 乌克兰 | 2    | 9    | 11   |
| 瑞典   | 10   | 0    | 10   |
| 阿富汗 | 7    | 0    | 7    |
| 英国   | 3    | 0    | 3    |
| 總計   | 167  | 9    | 176  |

## 反應

### 伊朗

#### 政府和IRGC
伊朗宣布1月9日为全国哀悼日，以纪念752航班事故的受害者以及在卡西姆·苏莱曼尼的悼念活动中踩踏致死的人。
伊朗国家通讯社报道，伊朗总统哈桑·鲁哈尼在一份声明中表示，在美军入侵者对伊朗人民进行恐吓和威胁的气氛下，伊斯兰共和国武装部队已做好百分百准备以抵抗可能发生的美国军事袭击，但不幸的是，人为失误射击导致了重大灾难，以至数十名无辜者遇难。在总统的声明中，伊朗政府对这一悲剧性错误深感悲伤，他代表个人及国家向这一悲剧的受害者家属表示最深切的哀悼。他将命令所有相关方面采取一切必要措施，对遇难者家庭加以补偿。他也对非伊朗受害者的国家、政府和家庭表示深切哀悼和同情。外交部正在与领事馆进行全面合作，以查明受害者的遗体并将其归还其家人。声明还说，将需要采取必要的步骤和措施来解决该国国防系统的弱点，以使这种灾难不再发生。
伊朗軍方檢察官於2021年4月起訴10名涉事官員，指上月最終調查報告中指事件為人為出錯，以致誤擊客機。
2020年12月30日，伊朗政府在当天的内阁会议上决定，将为752号航班坠机事故中的每一个罹难者不分国籍支付15万美元或等价值欧元的赔偿款。赔偿款由伊朗道路与城市发展部负责发放。

#### 示威浪潮
1月11日，为抗议伊斯兰革命卫队击落班机，德黑兰及一些城市再次爆发抗議示威。英国驻伊朗大使被控现身抗議活动而被伊朗当局短暂拘押。而後伊朗外交部又召见英国驻伊朗大使，就其参与集会提出正式抗议。

## 後續事件
1月17日，加拿大政府宣布，將向在墜機事故中喪生的57名加拿大公民和永久居民中每人的親屬提供25000加拿大元。這些資金將用於滿足眼前的需求，例如喪葬和旅行費用。但是，加拿大總理賈斯汀·杜魯道也表示，伊朗需承擔財務責任。
1月19日，在墜機事故中死亡的11名烏克蘭公民的遺體在鲍里斯波尔国际机场舉行的隆重典禮上返回烏克蘭。棺材上每一個都有在烏克蘭國旗，是從第25航空運輸大隊的烏克蘭Il-76軍機上一個接一個運送的。
2023年4月16日，该案的主要嫌疑人被确定为伊朗伊斯兰革命卫队一位不具名的指挥官，此人下令用“道尔-M1”地对空导弹系统向乌克兰国际航空752号班机发射2枚导弹。伊朗司法部门发布的消息称，该指挥官因不服从命令被酌情判处10年有期徒刑，同时因“半蓄意谋杀”被判处3年有期徒刑。报道称，减去已服刑时间，该指挥官之后将服刑10年，同时必须向乌克兰国际航空752号班机的176名遇难者家属支付赔偿金。此外，涉事的“道尔-M1”地对空导弹系统的2名操作人员每人被判处1年有期徒刑，而德黑兰防空控制中心以及伊斯兰革命卫队空军的其他相关涉事人员则被判处1年至3年不等的有期徒刑。上述所有判决是在20次开庭后作出的，不过都是初步的，被告可以上诉。伊朗司法部门还命令军事法庭继续调查乌克兰国际航空752号班机遭导弹击落后坠毁一案可能涉及的其他个人。据伊朗司法部门称，该案涉及117名原告，其中55人出庭作证，并由20名律师代理。
2023年6月1日，加拿大、瑞典、乌克兰和英国发布联合声明，指出与伊朗「未就仲裁组织达成协议」之后，决定诉诸国际法院 。另一方面，伊朗驳斥德黑兰需要对PS752航班坠毁事件「负全部责任」的义务。7月5日，加拿大、英國、瑞典和烏克蘭在聯合國国际法院對伊朗提起訴訟，為伊朗擊落的客機罹難者家屬尋求賠償。他們在提交給國際法院的訴狀中指出，伊朗革命衛隊擊落從德黑蘭起飛的烏克蘭國際航空PS752班機，違反1971年制訂的關於民用航空安全國際公約規定的一系列義務。他們請求國際法院「勒令對造成的所有傷害全額賠償」，並要求伊朗「就受害者及家屬遭受的物質和精神傷害向申請人支付全額賠償」，且伊朗應歸還罹難者遺物，公開承認其「國際不法行為」。
2023年8月1日，加拿大安大略省高等法院裁定坠毁事件中的8名遇难者的家属判处超过1.42亿美元的赔偿。裁判书指出，遇难者家属认为伊朗方面击落PS752航班「构成‘恐怖活动’的恐怖主义行为」，判决有助对被告构成谴责和威慑的惩罚性赔偿。在2024年6月的相关案件中，安大略省高等法院也裁定乌克兰国际航空公司 (UIA) 在运营PS752航班时存在疏忽，判处需全权负责赔偿因伊朗军方意外击落航班而丧生的遇难者家属。
伊朗侨民和遇难者家属长期敦促加拿大政府将伊朗革命卫队指定为恐怖组织，但由贾斯汀·特鲁多领导的政府多次拒绝将该组织列入恐怖组织，并解释称「恐怖组织名单过于宽泛，恐会无意中影响加拿大境内的伊朗人」。2024年5月8日，加拿大众议院以327票对0票通过一项支持将伊朗革命卫队指定为恐怖组织的表决，但该决议并无约束义务。在同年PS752纪念仪式上，总理贾斯汀·特鲁多表示，他的政府正在寻找「负责任地将伊朗革命卫队列为恐怖组织的方法」。2024年6月19日，加拿大宣布根据《刑法》将伊朗革命卫队列入恐怖主义名单。

## 類似事件
- 國泰航空空中霸王遭擊落事故
- 大韓航空902號班機空難
- 大韓航空007號班機空難
- 伊朗航空655號班機空難
- 西伯利亞航空1812號班機空難
- 馬來西亞航空17號班機空難（同樣亦是在穿越國際領空區域時遭地對空飛彈擊落，全機無人生還）